# 阿尔斯特 (姓)
阿尔斯特，使用于荷兰和比利时的荷蘭語姓。以下知名人物使用此姓：
- 维尔·范德阿尔斯特（荷兰语：Wil van der Aalst）（1966年1月29日－），荷兰计算机科学家、教授。